# Boberget
Boberget är ett naturreservat i Sala kommun i Västmanlands län.

Området är naturskyddat sedan 2015 och är 12 hektar stort. Reservatet omfattar berget Boberget. De högre delarna består av bergshällar på vilka det växer olika renlavar och gammal tallskog. Mellan hällarna växer mossa, lingonris, ljung och blåbärsris. På de äldre träden växer skägglav, garnlav och tallticka. På Bobergets branta västsluttning växer både tall och gran. 

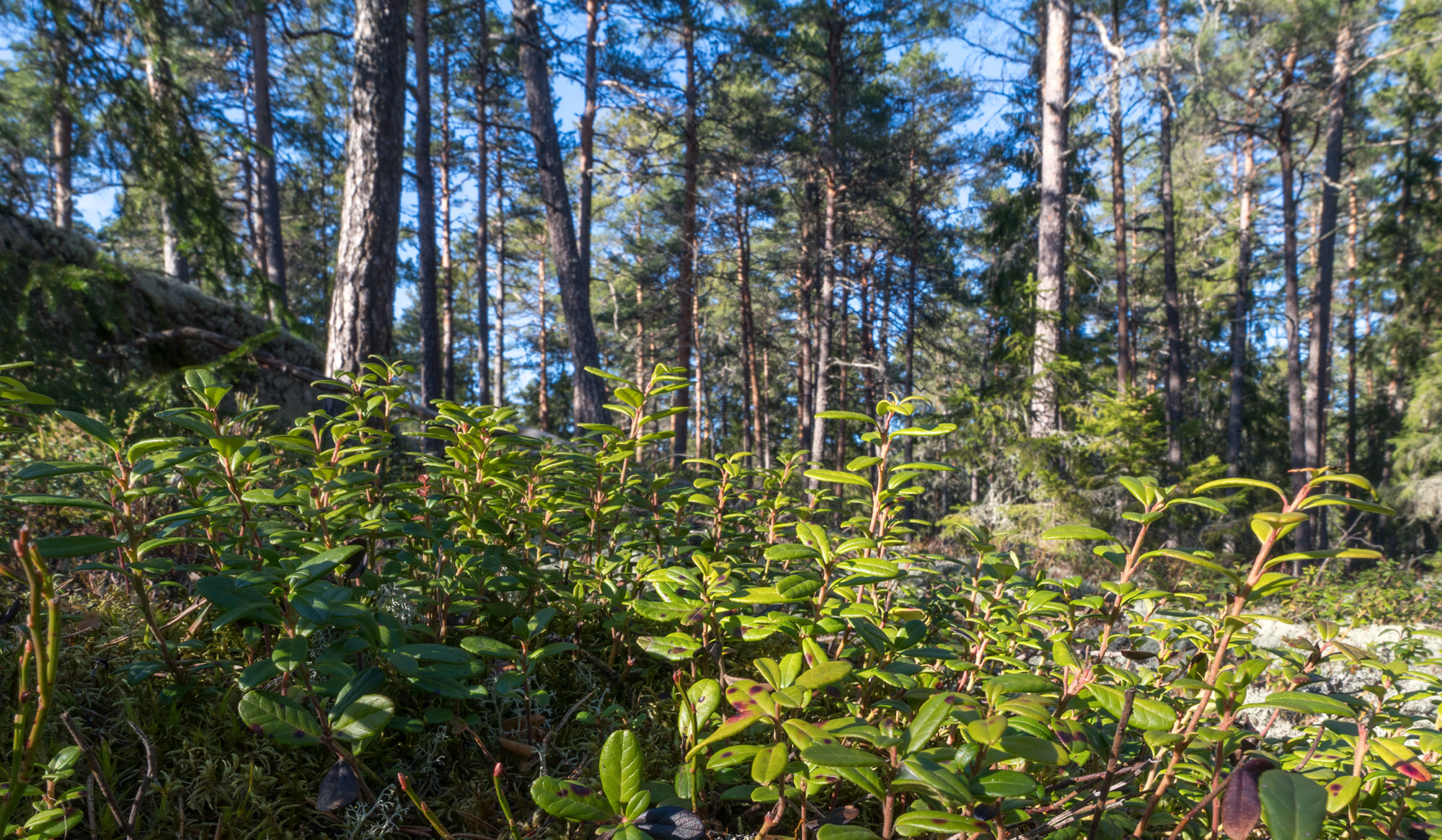
Lingonris och tallskog.
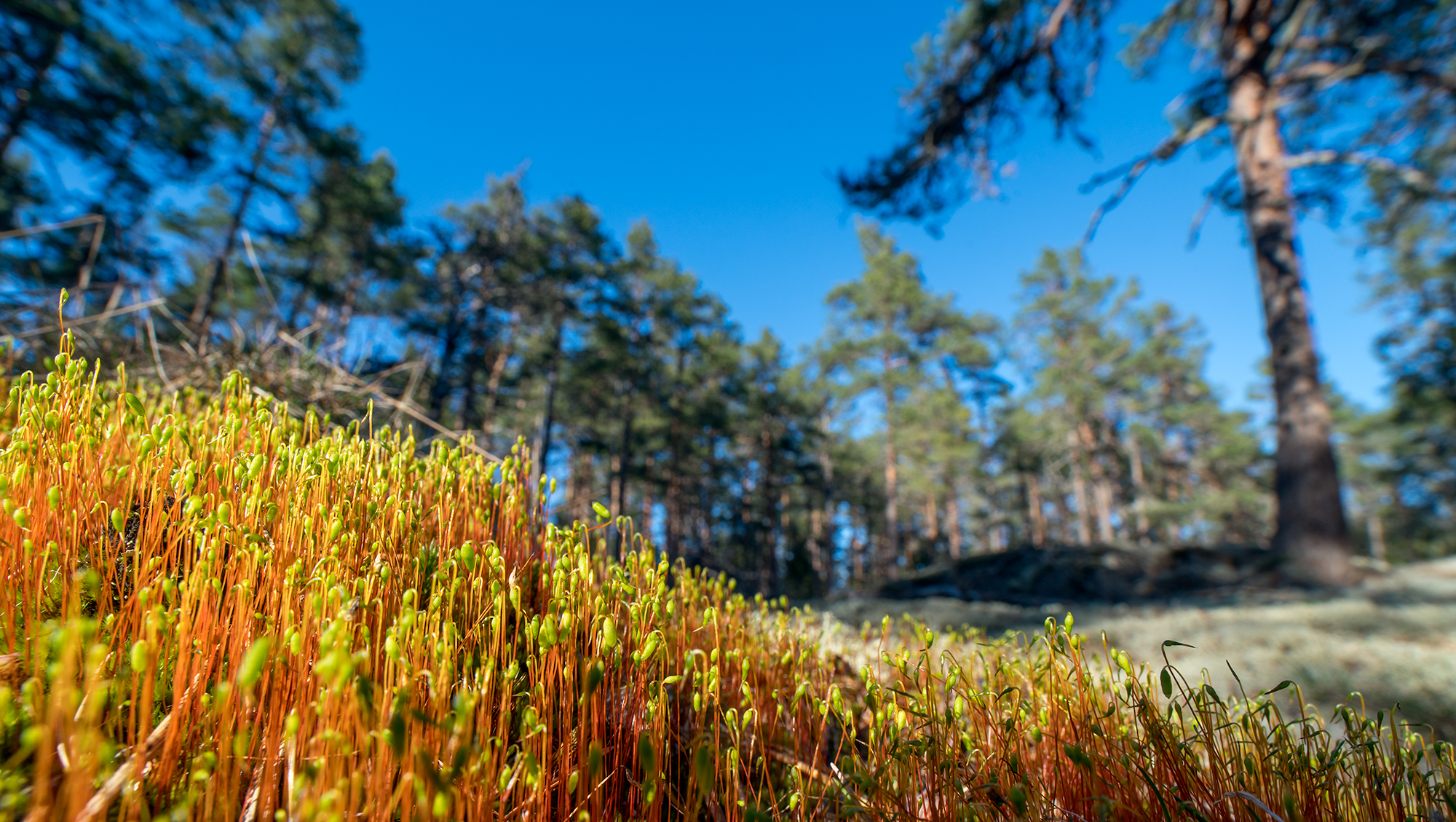
Sporkapslar till någon bladmossa.